# Goßberg (Hunsrück)
Der Goßberg ist eine Kuppe mit einer Höhe von 491,2 m ü. NHN in der Gemarkung Wüschheim an der Gemarkungsgrenze zu Hundheim, im Landkreis des Rhein-Hunsrück-Kreises im Hunsrück/Rheinland-Pfalz. Die Kuppe wurde in den Jahren 1984–1989 dreißig Meter tief ausgeschachtet und zu einem atombombensicheren Bunker ausgebaut.

## Geographie
Die Gemarkungsgrenze teilt gleichzeitig die Verbandsgemeinden Simmern (heute Verbandsgemeinde Simmern-Rheinböllen) und Kastellaun.

### Nachbarorte und Lage des Goßberges
| Krastel und Wohnroth     | Hundheim                                    | die Pydna und Kastellaun |
| Leideneck und Völkenroth | Kompassrose, die auf Nachbargemeinden zeigt | Hasselbach und Alterkülz |
| Kappel                   | Wüschheim                                   | Michelbach               |

## Geschichte
Auf Luftbildern sind auf der nordöstlichen Hangseite des Goßberges Grabgärten zu erkennen. Als Grabgärten werden in der Forschung kleinere Gräberbezirke bezeichnet, die durch einen quadratisch oder rechteckig verlaufenden Graben eingefasst sind. Eine gärtnerische Gestaltung der Grabgärten ist archäologisch nicht belegbar, wird aber für römische Gräber des italischen Gebietes in den Schriftquellen erwähnt. Grabgärten wurden bereits in der keltischen Zeit angelegt, sie sind Ausdruck eines keltisch-römischen Totenbrauchtums.
Im März 1930 wird in der Nähe des Goßberges eine römische Siedlung entdeckt und freigelegt. Größe und Ausdehnung 36 m. Es ist anzunehmen, dass hier ein römischer Offizier wohnte, der auf dem Goßberg stationiert war. Der Goßberg war wahrscheinlich ein Knotenpunkt von über den Hunsrück laufenden Römerstraßen.

## Militärische Nutzung

### Radarstation
Im Zusammenhang mit der am 18. Juni 1958 von der U.S. Air Force neu aufgestellten 586th Tactical Missile Group, die ihre Matador-Raketen (TM-61) auf der nahe gelegenen Raketenstation aufstellte, wurde auf dem Goßberg eine Radaranlage durch die US-Streitkräfte errichtet. Die 38th Tactical Missile Wing wurde am 25. September 1966 außer Dienst gestellt und auch die Radarstation wurde geschlossen und teilweise zurückgebaut.
1967 bezog die U.S. Army unter dem Namen B-Battery die nahe gelegene Raketenstation und stationierte Nike-Hercules-Raketen. Die Radarstation auf dem Goßberg wurde wieder in Betrieb genommen. 1981 wurde mit der Auflösung der B-Battery begonnen, die Raketen abgezogen und die gesamte Anlage 1982 aufgegeben. Die Radarstation auf dem Goßberg wurde ebenfalls Anfang August 1982 endgültig geschlossen und anschließend zurückgebaut.

### Bunkeranlage
Die Bergkuppe wurde in den Jahren 1984–1989 30 m tief ausgeschachtet und ein atombombensicherer Bunker errichtet. In die Anlage sollte die von den US-Streitkräften betriebene NATO Leitstellung Metro Tango umziehen, um auch die in der Nähe entstandene, unter dem Decknamen Pydna (damilige US-militärische Bezeichnung: Wüschheim Air Station, WAS), Raketenbasis mitzuleiten. Ende der 1980er Jahre wurde die Einrichtung aufgegeben auf Grund der allgemeinen Entspannung zwischen den Machtblöcken (Kalter Krieg) und der damit verbundenen Abrüstung. Die militärische Ausrüstung wurde zurückgebaut und die Anlage 1993 an die Bundeswehrverwaltung übergeben.

#### Gebäudedaten
Das Bunkergebäude hat ein äußeres Schildbauwerk sowie ein inneres Schutzbauwerk, jeweils in Stahlbetonbauweise. Das äußere Schildbauwerk hat eine Stärke von 1,60 m, der innere Schutzbau von 0,80 m. Zwischen beiden Bauten befindet sich ein Hohlraum mit einer Breite von 2,00 m, vorgesehen als Kontrollgang und Fluchtweg. Dieser Hohlraum sollte auch zur Belüftung der inneren Räume dienen.
Die Bodenplatte hat eine Dicke von 1,00 m, die der Abschlussdecke des inneren Schutzbauwerks ist zwischen 1,00 m und 1,20 m stark. Die Abschlussdecke des äußeren Schildbauwerks besteht aus einer Betondecke von 1,05 m und einer darüber liegenden Zerschellschicht mit Quarzitblöcken und Fließbeton von 1,10 m. Darauf befindet sich eine Erdüberschüttung von 0,40 m als „Gründach“.
Das gesamte Bunkergebäude ragt ca. 13,30 m tief in die Erde hinein und ca. 10,35 m aus der Erde heraus. Die gesamten Gebäudeabmessungen betragen: Länge × Breite = 50,30 m × 45,80 m. Nach Fertigstellung des gesamten Bauwerkes ist die Kuppe des Goßberges 8,00 m höher als vor dem Bau.

#### Innerer Aufbau
Das Bauwerk besteht aus 3 Ebenen:
Ebene 0 ist die versorgungstechnische Ebene mit Wasservorratstank, Schmutzwassertanks, Diesel-Lager und Wasserversorgungssystem.
In der Ebene 1 befindet sich die Gebäudetechnik (Klimaanlage, Lüftungszentrale, Reinigungsbereich, Lager- und Umkleideräume), die Niederspannungshauptverteilungen, eine Notstromanlage, eine unterbrechungsfreie Stromversorgungsanlage, sowie eine Brandmeldeanlage (BMA) und Feuerlöschanlage.
In der Ebene 2 war vorgesehen die Verwaltung, Rechner-Räume und die Elektrotechnik.
Der Zugang zur Anlage erfolgt von der Nordseite über einen Haupteingang mit äußerem und innerem Schiebetor sowie druckdichten Türen. Notausstiege sind in den Lüftungsauslässen des Schildbauwerks und werden über den Kontrollweg zwischen äußerem Schildbauwerk und innerem Schutzbauwerk erreicht.

#### Baukosten
Die Baukosten betrugen bis 1989 rund 80.000.000 US-Dollar. Beim damaligen durchschnittlichen Dollarkurs von ca. 1,88 DM waren das etwa 150 Millionen DM.

## Zivile Nutzungsplanung ab 2000
Die Bunkeranlage im Goßberg sollte nach Informationen der Rhein-Zeitung (Bericht am 21. Oktober 1999) zu einem Fort Knox für Europa umgebaut werden. Die Bundesanstalt für Immobilienaufgaben (BImA) verkaufte die Anlage an die Firma Aero Sea Group. Diese Firma wollte Wertsachen und vor allem alte DM-Banknoten und neue Euro-Noten zwischenlagern, die für die vorgesehene Währungsumstellung vorgesehen waren. Zum Jahreswechsel, am 1. Januar 2000, sollte die Goßberg-Station für die neue Verwertung tauglich umgebaut und eingerichtet sein.